# État de nécessité en droit international
En droit international, l’état de nécessité correspond à une situation de « danger pour l’existence de l'État, pour sa survie politique ou sa survie économique ». Pour la Commission du droit international de l'ONU, cet argument peut être invoqué lorsque « ce fait aura été l’unique moyen de sauvegarder l’intérêt essentiel de l'État à l’encontre d’un danger grave et imminent ».

## Description
La sauvegarde des intérêts d’un État inclut ses obligations envers la population habitant sur son territoire (en droit international, un des éléments fondamentaux de l'État est sa population et le respect de ses droits humains fondamentaux) et la survie économique se réfère directement aux ressources dont un État peut disposer pour continuer à satisfaire les besoins de la population, en matière de santé, d’éducation, de sécurité publique, etc.
Dans le domaine des relations économico-financières, en tant qu’élément du droit coutumier, l’état de nécessité est un argument (comme la force majeure) qui peut par exemple être invoqué pour suspendre ou répudier (si l'état de nécessité se prolonge) le paiement de dettes contractées auprès d’autres États, d'organisations internationales ou d'entités privées.
À la différence de la force majeure, l’état de nécessité ne met pas l'État en situation matérielle d’empêchement absolu de remplir ses obligations internationales, mais le fait de les exécuter impliquerait pour la population des sacrifices qui vont au-delà de ce qui est raisonnable. Comme le souligne la Commission du droit international : « On ne peut attendre d’un État qu’il ferme ses écoles et ses universités et ses tribunaux, qu’il abandonne les services publics de telle sorte qu’il livre sa communauté au chaos et à l’anarchie simplement pour ainsi disposer de l’argent pour rembourser ses créanciers étrangers ou nationaux. Il y a des limites à ce qu’on peut raisonnablement attendre d’un État, de la même façon que pour un individu... ».
Entre autres exemples, dans l'affaire des forêts du Rhodope central , la Bulgarie, qui devait payer à la Grèce des réparations, a évoqué l’état de nécessité devant le Conseil de la Société des Nations, fondé sur les graves conséquences financières que ce paiement aurait occasionnées à l'État et à l’économie du pays. Les deux gouvernements ont notamment reconnu que l’état de nécessité pouvait servir de base juridique pour répudier une dette publique. Lorsqu’on parle d’état de nécessité dans le contexte de paiement d’une dette, c’est donc la fonction publique même de l'État qui est menacée.